# Oostelijke Mijnstreek (België)
De Oostelijke Mijnstreek in België, ook wel het oostelijk bekken genoemd, betreft de steenkoolmijn van Eisden in Belgisch Limburg, dit in tegenstelling tot het westelijk bekken, waartoe Beringen, Houthalen en Zolder behoren. Samen worden dit steenkoolbekken het Kempens Steenkolenbekken genoemd.